# Власовка-1
 Власовка-1 — древнее поселение бронзового века, расположенное в Тарасовской районе Ростовской области.

## История
Ростовская область с её благоприятными природными условиями, в древности была плотно заселена.
Этнокультурное объединение эпохи поздней бронзы (XVIII—XII век до нашей эры). Срубная культура была распространена в степной и лесостепной полосах Восточной Европы между Днепром и Уралом.  На Дону насчитываются десятки поселений и до 1000 захоронений, относящихся к срубной культуре. Во времена расцвета срубной культуры люди селились на пойменных террасах, недалеко от поселений находились их захоронения.
Древнее поселение бронзового века в Ростовской области было обнаружено при проведении работ по электрификации работ в Тарасовском районе. Здесь в своё время прокладывался нефтепровод. Для проведения электропровода проводились земляные работы между станицами Суходольная и Родионово-Несветайская, во время которых рабочие наткнулись на артефакты. Вызванные на место проведения работ Ростовский археологи обнаружили археологический объект, представляющий собой древнее поселение бронзового века. Поселение получило название Власовка - 1, поскольку оно находится в Тарасовском районе Ростовской области, примерно в 1800 метрах от хутора Власовка. На территории в 288 м² в этом районе ученые произвели археологические раскопки.
Найденное древнее поселение относится к бронзовому веку, находится на правом берегу реки Алпатова (относится к Донскому бассейновому округу, участок реки Северский Донец). Часть найденных при проведении спасательного археологического раскопа предметов, относятся к срубной культуре евразийских степей — ко второму периоду её развития. Поселение, предположительно, было временным, на что указывают остатки жилищ. Для строительства жилища люди использовали не долговечный материал, который со временем сгнил.  Возможно также, что древние люди могли перед уходом частично разобрать жилище и перенести его в другое место.
На месте раскопок было найдено углубление под древнее полуземляночное строение, предметы была и охоты.
Культурный слой раскопок представлен также следующими материалами:
- куски лепной керамики;
- предметы из глины и камня;
- кости домашних животных (коза, бык, лошадь, овца);
- части амфор салтово-маяцкой культуры (VIII-X век нашей эры);
- каменный наконечник стрелы энеолитического периода (относится к раннему периоду посещения людей).